# Šumski zviždak
Šumski zviždak (Phylloscopus sibilatrix) je vrsta ptice pevačice iz roda Phylloscopus, opisana je 1793. godine.

## Rasprostranjenost
Rasprostranjen je u većem delu Evrope, izuzev Pirinejskog poluostrva, kao i umereni pojas Azije do Zapadnosibirske nizije.
Izrazita je selica na celom arealu. Zimuje u podsaharskoj zapadnoj Africi. Naseljava tamnije šume (bukove, hrastove, grabove, ređe mešovite i četinarske)
sa slabije razvijenim spratom žbunja, parkove i stare voćnjake, od ravničarskih do planinskih područja. Živi na svega nekoliko šumskih područija u Vojvodini
i na više lokacija u Srbiji južno od Save i Dunava. Evropska populacija je u umerenom opadanju.
U Evropi se populacija procenjuje na 14,000,000-22,000,000 parova, dok se u Srbiji populacija procenjuje na 2.500–4.500 parova.

## Opis vrste
Dužina 11–13 cm. Gnezda u obliku kupole prave u niskom žbunju.Gnezde se u brdsko-planinskim područijina.U maju ostavljaju 6-7 jaja.
Hrani se sitnim beskičmenjacima, pretežno manjim insektima.
Odozgo su list zelene boje, a odozdo bele sa limun žutim grudima.
Od drugih njoj sličnih vrsti se razlikuje po boji grudi i svom kratkom ali širokom repu.

## Istorija
bio je retka i moguća gnezdarica Srema tokom 1830. godine, a nešto kasnije u −[Rudolf von Österreich]− i sar. (1879) našli su ga na Fruškoj gori.
Dombrowski (1891) ga je u većem broju beležio na jesenjoj seobi izmedju Rama i Golubca. Krajem 19. i tokom 20. veka smatran je takodje retkom gnezdaricom šumskih predela širom Srbije.
I u savremenom periodu rasprostranjenost i brojnost ove vrste slabo su poznati.